# Mark Connolly
Mark Gerard Connolly (Monaghan, 16 dicembre 1991) è un calciatore irlandese, difensore del Derry City.

## Carriera

### Club
Il 31 gennaio 2019 viene acquistato dal Dundee Utd.

### Nazionale
Ha giocato nelle nazionali giovanili irlandesi Under-17, Under-19 ed Under-21.

## Palmarès

### Club

#### Competizioni nazionali
- Scottish Championship: 1

Dundee United: 2019-2020
- Coppa d'Irlanda: 1

Derry City: 2022
- Supercoppa d'Irlanda: 1

Derry City: 2023